# Carril Bici Castellana

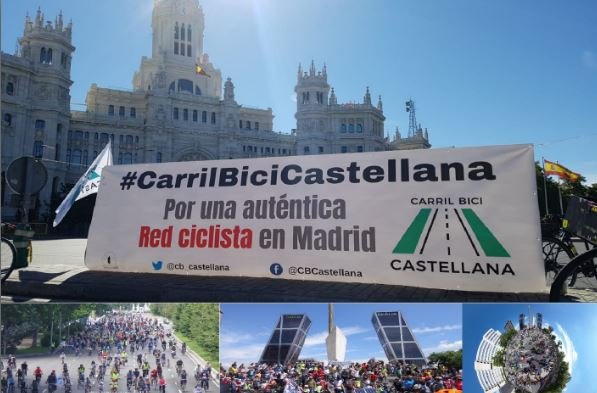
Imágenes de la bicifestación de Carril Bici Castellana del 7 de abril de 2019

Carril Bici Castellana es una plataforma de Madrid que reivindica la implantación de un carril bici protegido desde la Plaza de Atocha hasta Chamartín, a lo largo del Paseo de la Castellana y el Paseo del Prado. La plataforma argumenta que este carril bici sería el eje norte-sur de una futura red de carriles bici y catapultaría el uso de la bici en una de las capitales europeas donde su uso es más escaso.
La plataforma surgió en Twitter en enero de 2018 con el perfil @CB_Castellana. También cuenta con un blog donde narran los distintos episodios de su lucha. No obstante, la reivindicación no es nueva y las promesas políticas de construirlo tampoco. Gallardón prometió en 2008 su construcción y estaba recogido dentro del Plan Director de Movilidad Ciclista de Madrid.
Esta organización también lista los requisitos que debería cumplir una infraestructura de estas características . Siguiendo los pasos de ciudades como Londres con su red de cycle superhighways, exigen que sea amplio, seguro, protegido, cómodo, atractivo, homogéneo e intuitivo.
La propuesta ha acumulado en poco tiempo numerosos éxitos. Entre otros, ha conseguido aglutinar asociaciones y activistas que luchan porque Madrid tenga mejores infraestructuras ciclistas. Ha cristalizado los intereses de grupos diversos tales como colegios de la zona que promueven la movilidad activa, patinadores, ecologistas y ciclistas urbanos. También inició una recogida de firmas cuyo rotundo éxito, que ya sobrepasa las 44.000 firmas, trajo el debate a los medios de comunicación y a la discusión política. Además, ha conseguido el apoyo de numerosas organizaciones, como la Federación europea de ciclistas o la Red de Ciudades por la Bicicleta y personalidades como el embajador de Países Bajos en España, Juantxo López de Uralde, Christina Rosenvinge, Óscar Freire o Alberto Contador.
Al poco tiempo de nacer, la plataforma organizó una manifestación en bici por el recorrido que reclaman y consiguió juntar un grupo considerable de madrileños. El 7 de abril de 2019, volvió a organizar una manifestación a la que acudieron representantes de todos los partidos políticos madrileños, excepto Ciudadanos. Todos ellos, de una forma u otra, mostraron su apoyo a la iniciativa. El PSOE y Ahora Madrid han prometido construirlo si ganan las elecciones.
Su relación con el ayuntamiento ha tenido sus más y sus menos. Por un lado, ha tenido diversas confrontaciones con el área de Desarrollo Urbano Sostenible (DUS) y su responsable José Manuel Calvo porque éste no ha construido la red de carriles bici que Ahora Madrid prometía en su programa electoral. Además, el DUS tampoco ha aceptado numerosos carriles bici que fueron votados en los presupuestos participativos. Entre los que destaca la propuesta de Carril Bici Castellana que quedó primera en los Presupuestos Participativos de la ciudad. Este rechazo ha llevado a la plataforma a lanzar una propuesta ciudadana.
Por otro lado, la plataforma ha tenido momentos de encuentro con la administración local. En septiembre de 2018 el consistorio le concedió el premio Muévete Verde en la categoría de implicación ciudadana y en abril de 2019 Manuela Carmena y su equipo se reunieron con ellos y la alcaldesa prometió construirlo en la próxima legislatura.